# Salatzen dut
Salatzen dut es el nombre del tercero y último disco del grupo Ekon lanzada en 2002.

## Canciones
| N.º | Título                      | Duración |  |
| 1.  | «No-do»                     |          |  |
| 2.  | «Hipokrisiaren maskarada»   |          |  |
| 3.  | «Jabearen ahotsa»           |          |  |
| 4.  | «Arimaren alde iluna»       |          |  |
| 5.  | «Inperialismoak darrai»     |          |  |
| 6.  | «*Sustraia»                 |          |  |
| 7.  | «BiruS.A.»                  |          |  |
| 8.  | «Aukera bidea»              |          |  |
| 9.  | «Ezarpenaren alaba»         |          |  |
| 10. | «Zuentzat»                  |          |  |
| 11. | «Eguzkia ezkutatzen denean» |          |  |

- Datos: Q9072803